# Cour Saint-Émilion
Cour Saint-Émilion – stacja linii nr 14 metra  w Paryżu. Stacja znajduje się w 12. dzielnicy Paryża.  Została otwarta dla pasażerów 15 października 1998 r.